# Jozef Lelan
Joseph Joachim Marie Benoit (Jozef) Lelan (Wervik, 23 mei 1868 – Kortrijk, 4 januari 1953) was een Belgisch beeldhouwer en meubelmaker. Hij wordt ook vermeld als Jozef Lelan-Declerck.

## Leven en werk
Jozef Lelan was een zoon van schrijnwerker Joseph Augustin Lelan en Léonie Louise Horrie. Hij werd opgeleid in het atelier van zijn vader, aan de Tekenschool in Wervik en aan de de Sint-Lucasschool in Gent. Tot 1901 was hij als leraar aan de Tekenschool verbonden.
In 1894 verhuisde Lelan naar Kortrijk, waar hij het atelier Maison Saint-Augustin oprichtte. Lelan, die zich na zijn huwelijk in 1898 met Georgine Declerk zich ook Lelan-Declerck noemde, vervaardigde onder meer neogotische heiligenbeelden, kruiswegen en huis- en kerkmeubilair, hij was ook actief als restauratiebeeldhouwer. Tot de leerjongens van zijn atelier behoorden Lieven Colardyn en Georges Vandevoorde.  Samen met onder anderen Jozef De Coene en Richard Acke stond Lelan in 1899 aan de wieg van Onze kunst om beters wille, het Kortrijkse Kunstgilde.
Lelan overleed op 84-jarige leeftijd.

## Enkele werken
- 1898 koorgestoelte en houten beeld van Sint-Maarten voor de Sint-Maartenskerk in Kortrijk.
- 1906 kruisweg voor de Sint-Niklaaskerk in Westkapelle.
- 1907-1908 hoogaltaar en een Sint-Amandusaltaar (1910) voor de Sint-Amanduskerk in Gullegem.
- 1921 Heilig Hartbeeld en kruisweg (1924) voor de Heilig Hartkerk in Kortrijk.
- 1927 witstenen hoogaltaar voor de Sint-Audomaruskerk in Adinkerke.
- 1939 beeld van Sint-Maarten boven de entree van de Sint-Maartenskerk in Kortrijk.
- beeld van Sint-Eligius en een preekstoel voor de Sint-Elooiskerk in Kortrijk.
- altaar en gepolychromeerde beelden van Sint-Barbara, Sint-Jozef en de Heilige Familie voor de Sint-Amanduskerk in Kerkhove.[5]

## Fotogalerij

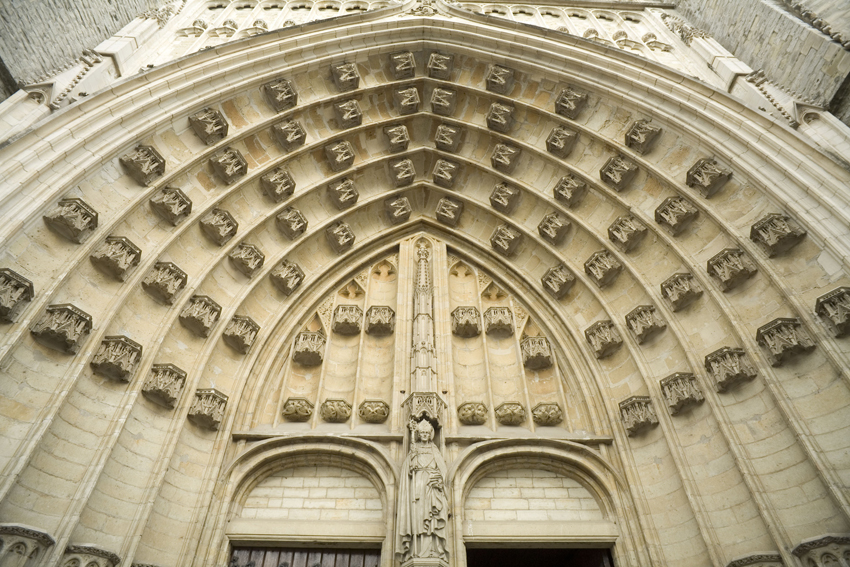
Sint-Maarten (1939), Kortrijk
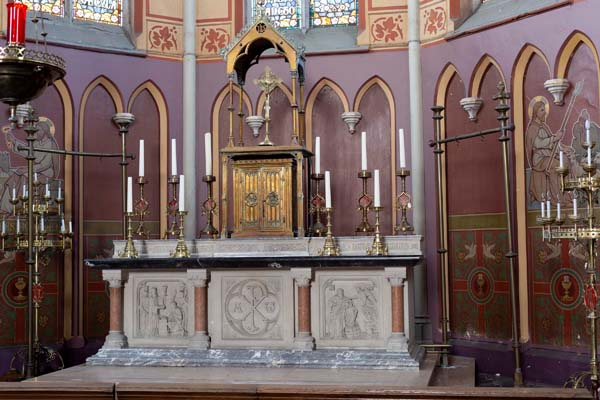
altaar, Kerkhove

- RKD-Nederlands Instituut voor Kunstgeschiedenis: 496156